# HarperCollins
HarperCollins Publishers LLC (по-русски ХарперКоллинз) — одна из крупнейших издательских компаний в мире, входит в «большую пятерку» англоязычных издательств наряду с Hachette, Holtzbrinck/Macmillan, Penguin Random House и Simon & Schuster. Штаб-квартира компании находится в Нью-Йорке. Является дочерним предприятием News Corp. Название компании составлено из названий нескольких издательских фирм: Harper & Row, чьё название было результатом более раннего слияния Harper & Brothers и Row, Peterson & Company, и британской издательской компании William Collins, Sons.
Исполнительным директором издательства является Брайан Мюррей. HarperCollins имеет издательские подразделения в 18 странах, в том числе в США, Канаде, Великобритании, Австралии, Новой Зеландии и Индии. Компания издаётся под множеством разных импринтов, как бывших в прошлом независимыми издательствами, так и новых. Оборот компании в 2015/16 финансовом году составил 1,646 млрд долларов из 8,292 млрд долларов оборота News Corp в целом.

## История

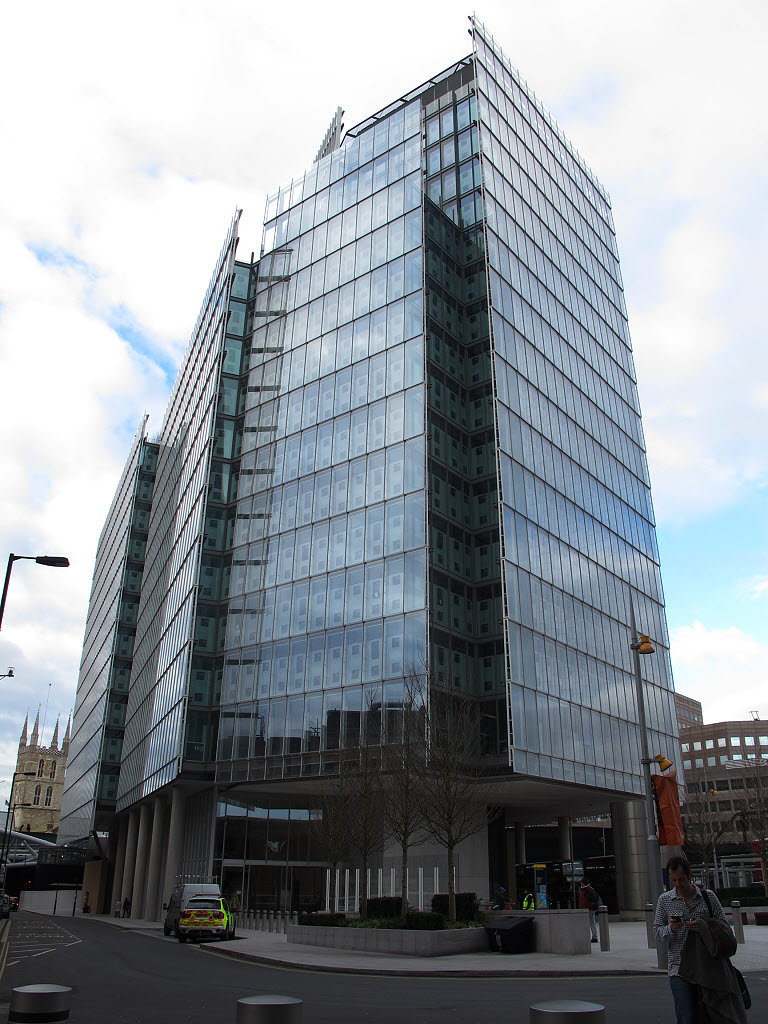
The News Building — штаб-квартира HarperCollins в Лондоне

### Harper
Издательство Harper было основано в Нью-Йорке в 1817 году братьями Джеймсом и Джоном Харперами под названием J. & J. Harper. Позже в нём стали работать их младшие братья Уэсли и Флетчер, и с 1833 году оно стало называться Harper & Brothers. В 1840 годы бестселлерами издательства стали такие книги, как «Ярмарка тщеславия» Теккерея, «Джейн Эйр» Шарлотты Бронте и «Грозовой перевал» Эмили Бронте, в 1844 году была выпущена иллюстрированная библия Харпер. В июне 1850 года был начат выпуск журнала Harper’s New Monthly Magazine (Harper’s Magazine). К декабрю 1853 года у компании Harper был 41 печатный станок. Станки работали по 10 часов в сутки и производили по 25 книг в минуту, оборот компании достиг $2 млн в год. Однако 10 декабря 1853 года здание издательства почти полностью сгорело, убытки превысили $1 млн, из которых страховка покрывала лишь 20 %. Только через полтора года издательство возобновило работу в двух новых зданиях на Франклин-сквер. В 1857 году был основан ещё один журнал, Harper’s Weekly, а в ноябре 1867 года — третий, Harper’s Bazar (позже Harper’s Bazaar). В 1867 году скончался Джеймс Харпер, в 1870-х умерли его трое братьев и издательство перешло к их детям. В 1895 году был подписан контракт с Марком Твеном на эксклюзивное право публиковать его книги.
Несмотря на то, что к концу XIX века название Harper стало почти синонимом издательского дела в США, с компанией периодически случались финансовые затруднения. В 1896 году Harper & Brothers стала акционерной компанией и получила финансовую поддержку от Джона Моргана, однако это не спасло компанию от банкротства в декабре 1899 года. Контроль над компанией перешёл от семьи Харперов к полковнику Джорджу Харви (англ. George Brinton McClellan Harvey) с одобрения Моргана и других кредиторов. В первые пятнадцать лет XX века Харви пытался восстановить несколько потускневшую от банкротства репутацию издательства, устраивая пышные банкеты для государственных деятелей, известных авторов и нью-йоркской элиты. Однако финансовые проблемы это решить не помогло, в 1913 году бы продан журнал Harper’s Bazar, а в мае 1915 года полковника Харви сменил Клинтон Брэйнард. Политика Брэйнарда была направлена на сокращение долга компании, но его успехи были сомнительными: в 1916 году был продан журнал Harper’s Weekly, издательство покинули такие писатели, как Теодор Драйзер, Джозеф Конрад и Синклер Льюис. В 1923 году здания на Франклин-сквер были проданы J.P. Morgan & Co. за $400 тысяч, а издательство переехало на 49 East 33rd Street.
В апреле 1962 года Harper & Brothers объединились с Row, Peterson & Company (компанией из Иллинойса, издававшей учебники), образовавшаяся компания стала называться Harper & Row Publishers, Inc. В последующие два десятилетия было поглощено несколько издательств, таких как T.Y. Crowell (1977 год), J.B. Lippincott (1978 год), Zondervan Books (1988 год) и Scott, Foresman (1989 год), в 1983 году акции Harper начали котироваться на Нью-Йоркской фондовой бирже. В марте 1987 года компания Harper & Row Publishers была поглощена конгломератом Руперта Мёрдока за $300 млн.

### Collins
Издательство William Collins, Sons (также известное просто как Collins) было основано Уильямом Коллинзом в 1819 году в Глазго. Изначально компания издавала только словари и христианскую религиозную литературу. В 1840—1842 издательство начало издавать иллюстрированные словари, получило лицензию на печать Библии.
После ухода в 1846 году из компании Уильяма, руководство взял в руки его сын — Вильгельм II, который начал издавать произведения Шекспира и литературу, доступную для широких масс. В 1856 году компания начала выпускать атласы и всё ещё сохраняла монополию на издание Библии. В 1872—1879 годах были открыты отделения в Австралии и Новой Зеландии. После смерти Вильгельма II, в 1895—1906 годах, управление перешло к его сыну — Вильгельму III, введшему в компанию детскую художественную литературу. После Вильгельма III управляющими стали его племянники — Вильгельм IV и Годфри. Годфри развивал направление «книги для миллионов» — дешёвые издания классической литературы. Были открыты первые офисы в Южной Африке и Южной Америке.
В 1919 году Collins опубликовала свою собственную оригинальную художественную литературу. Среди авторов, позже издававшихся в William Collins, Sons были такие писатели как К. С. Льюис, Агата Кристи и Дж. Р. Толкиен.
В 1981 году произошли изменения в составе акционеров компании — семья продала свою долю Руперту Мердоку.

### Слияния и поглощения
В 1989 году Collins была куплена компанией News Corporation Руперта Мердока и объединена с Harper & Row.
Объединены были не только названия издательских компаний, но и их логотипы, которые сформировали стилизованное изображение пламени на вершине волны. В 1999 году News Corporation приобрела Hearst Book Group, состоящую из William Morrow & Company и Avon Books. Эти бренды теперь являются импринтами HarperCollins.
Продолжая расширять издательство, в 2011 году HarperCollins приобрела издательство Thomas Nelson. Сделка была завершена 11 июля 2012 года с сообщением о том, что издательство Thomas Nelson, учитывая её положение в христианском книгоиздании, сохранит автономное управление. Thomas Nelson и Zondervan были реорганизованы в новую группу импринтов — HarperCollins Christian Publishing. Ключевую роль в реорганизации играли бывшие руководители Thomas Nelson.
В 2014 году News Corp купила базирующееся в Торонто (Канада) издательство Harlequin, ранее принадлежавшее компании Torstar Corp (издателю самой популярной канадской газеты Toronto Star). Основное направление издательства Harlequin — женские романы. Сумма сделки составила 415 млн долларов. Издательство Harlequin было основано в 1949 году и за свою историю напечатало 6 млрд книг.

### Закрытие складов США
Склады HarperCollins в Уильямспорте и Гранд-Рапидсе были закрыты в 2011—2012 годах. В ноябре 2012 года операции доставки и хранения в Индиане были объединены с компанией R. R. Donnelley, в результате чего было закрыто два склада компании HarperCollins. Склад в Скрантоне (Пенсильвания) закрыли в сентябре 2013 года, а склад в Нашвилле (Теннесси) — зимой 2013 года. Несколько офисов и отделов HarperCollins продолжают работать в Скрантоне, но уже в другом месте. Закрытие склада в Скрантоне ликвидировало около 200 рабочих мест, а закрытие склада в Нашвилле — до 500 рабочих мест (точное количество сотрудников распределения книг неизвестно).

## Деятельность
HarperCollins является вторым по значимости подразделением медиахолдинга Руперта Мёрдока News Corp, уступая его газетному подразделению, включающему ряд крупных газет США, Великобритании и Австралии. В свою очередь HarperCollins состоит из следующих подразделений:
- HarperCollins Canada — канадское подразделение, сохранившееся со времён William Collins, Sons & Co. Ltd[20].
- HarperCollins Children’s Books — книги для детей.
- HarperCollins Christian Publishing — образовано на основе издательства Томаса Нельсона, основанного ещё в 1798 году; штаб-квартира в Нашвилле (Теннесси)[21].
- HarperCollins Australia — основой австралийского подразделения является поглощённое в 1989 году базирующееся в Сиднее издательство Angus & Robertson (основано в 1880-х годах).
- HarperCollins India — было запущено в 2003 году как совместное предприятие компаний Living Media и HarperCollins. Это объединение сделало HarperCollins India крупным издателем в Индии. HarperCollins установила полный контроль над предприятием в конце 2012 года[22].
- HarperCollins UK — подразделение в Великобритании. Издаёт порядка 1000 наименований книг в год, в нём работает 900 сотрудников в Лондоне, Глазго и Хонли (англ. Honley)[23].
- Harlequin — штаб-квартира находится в Торонто. Издаёт в среднем 110 наименований книг в месяц на 34 языках в 110 странах[24].

Около 99 % книг HarperCollins издаётся на английском языке (исключая Harlequin, который 40 % книг издаёт на других языках). Также у компании есть отделения в неанглоязычных странах: HarperCollins Germany (Германия), HarperCollins Español (книги на испанском, штаб-квартира в Нашвилле, Теннесси), HarperCollins Ibérica (Мадрид, Испания), HarperCollins Japan (Япония), HarperCollins Holland (Нидерланды), HarperCollins Nordic (Скандинавия), HarperCollins Polska (Польша).
Каталог наименований HarperCollins включает около 200 тысяч позиций, из них 100 тысяч доступны в электронном формате. Продажи электронных книг (включая аудиокниги) в 2015/16 финансовом году составили 19 % от общей выручки в 1,646 млрд долларов.

### Импринты
HarperCollins имеет более 120 книжных импринтов (книжных брендов или товарных знаков), большинство из которых базируются в США. Collins по-прежнему существует как импринт, главным образом — для книг о дикой природе и естественной истории, путеводитей, а также английских и двуязычных словарей.
8 февраля 2013 года было объявлено, что некоторая часть литературы Collins будет объединена с литературой HarperPress в виде нового импринта William Collins.

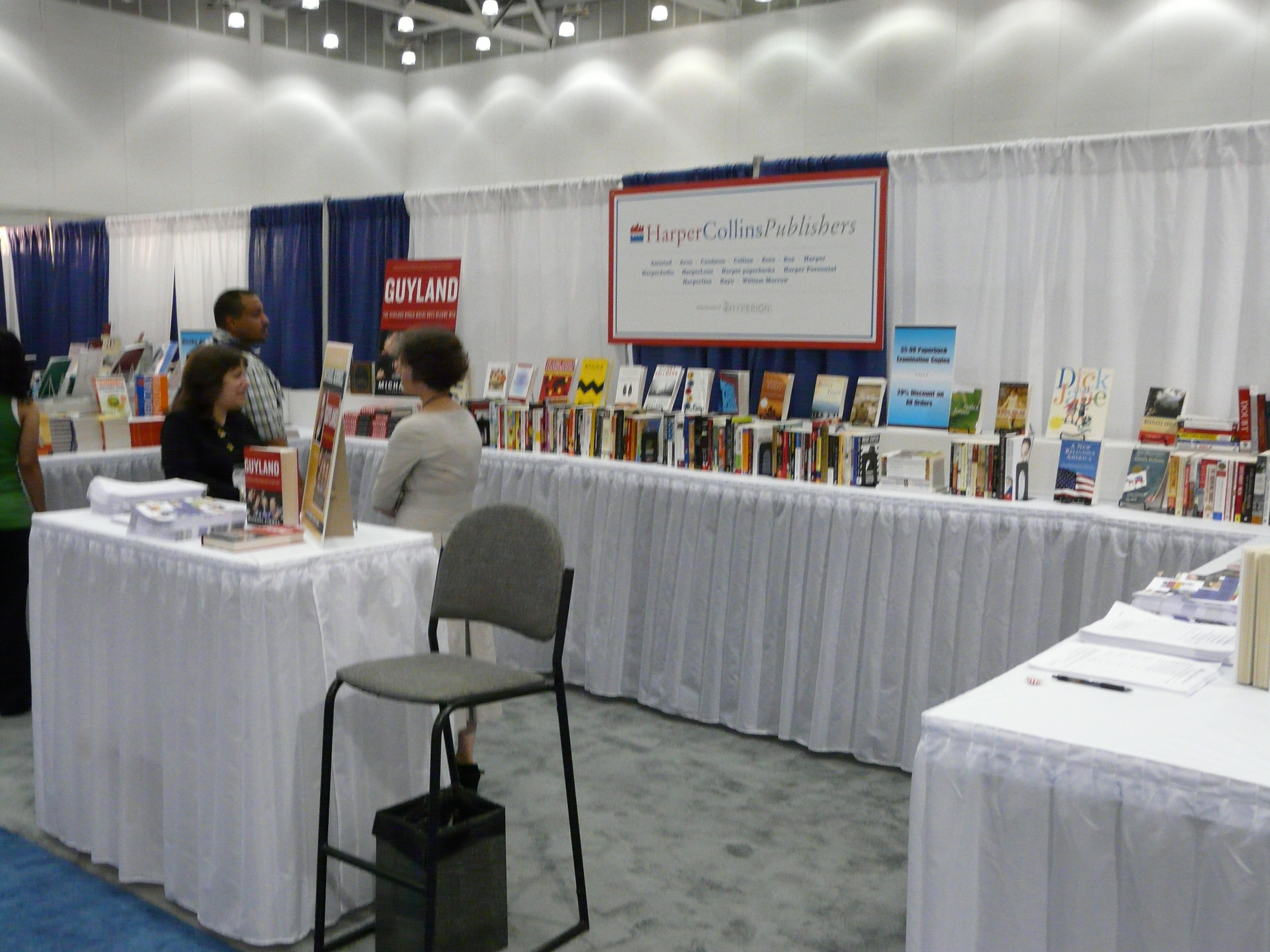
2008 стенд конференции

### Сетевой подход
Для того, чтобы увеличить объём продаж книг и выйти на онлайн рынок, HarperCollins создала на своём сайте функцию просмотра, с помощью которой пользователи могут прочитать некоторые отрывки из книг перед покупкой. У некоторых издателей есть опасения по отношению к такому подходу, поскольку они предполагают, что онлайн-книги могут быть использованы в обмене файлов между пользователями.
С 2009 по 2010 год HarperCollins управляла социальной сетью Bookarmy.
В начале октября 2013 года компания объявила о партнерстве с онлайн цифровой библиотекой Scribd. Из официального заявления стало ясно, что в подписку на Scribd будут входить большинство книг из каталогов HarperCollins US и HarperCollins Christian. Шанталь Рестиво-Алесси, директор по цифровым технологиям в издательстве, сообщила прессе, что сделка представляет собой первый случай, когда издатель выпустил такую значительную часть своего каталога.

### Бюро выступлений
HarperCollins Speakers Bureau (также известное как HCSB) — первое агентство организации публичных выступлений, созданное крупным издательским домом. Оно было запущено в мае 2005 года, как подразделение для заказа выступлений авторам издательства и публикаций её дочерних компаний. Директор — Андреа Розен.
В числе наиболее известных авторов HCSB — Кэрол Альт, Деннис Лихэйн, Грегори Магуайр, Дэнни Мейер, Мехмет Оз, Сидни Пуатье, Тед Соренсен и Кейт Уайт.

### Реорганизация выплат
В 2008 году в качестве эксперимента было открыто подразделение HarperStudio, которое должно было по-новому организовать отношения издательства с авторами. Подход HarperStudio заключается в том, чтобы выплачивать незначительный аванс или не выплачивать его вообще, но взамен разделять с автором прибыль издательства в соотношении 50 % на 50 % (вместо стандартных 15 %). Отдел возглавил Боб Миллер, ранее основавший издательство Hyperion, подразделение книг для взрослых компании Walt Disney. HarperStudio закрылось в марте 2010 года после того, как Миллер ушёл в Workman Publishing.

## Руководство
- Брайан Мюррей — президент и главный исполнительный директор (CEO) HarperCollins с 2008 года, в компании с 1997 года[38];
- Майкл Моррисон — президент и редактор подразделений США и Канада с 2008 года, в компании с 1999 года[38];
- Сьюзан Мерфи — президент и редактор HarperCollins Children’s Books с 2015 года[38];
- Марк Шёнвальд — президент и главный исполнительный директор HarperCollins Christian Publishing с 2012 года;
- Чарли Редмэйн — генеральный директор HarperCollins UK с 2013 года[38];
- Крейг Швайнвуд — издатель и главный исполнительный директор Harlequin с 2014 года[38].

## Критика

### «Восток и Запад»
Компания оказалась втянутой в скандал в 1998 году после того, как выяснилось, что она отказалась публиковать книгу Криса Паттена (последнего британского губернатора Гонконга) «Восток и Запад» после прямого вмешательства тогдашнего генерального директора News International Руперта Мердока. Позже Стюарт Проффит — редактор, который работал над книгой для HarperCollins, заявил, что это вмешательство было предназначено для успокоения китайских властей (которых эта книга критиковала), так как Мердок намеревался расширить свою бизнес-империю в Китае и не хотел вызвать проблемы, которые возникли бы после публикации этой книги. Вмешательство Мердока привело к увольнению Проффита и возмущению со стороны международных СМИ. Крис Паттен позже опубликовался в издательстве Macmillan Publishing с подписью «книга, которую Руперт Мердок отказался публиковать». После успешной юридической кампании против HarperCollins, Паттен опубликовал книгу в Великобритании в сентябре 1998 года, а также получил £500 000 компенсации и извинения от Руперта Мердока.

### «Если бы я сделал это»
«Если бы я сделал это» — изданная издательством книга О. Джей Симпсона о его предполагаемом убийстве Николь Симпсон, вызвавшая негативную реакцию в США и ставшая причиной судебной тяжбы за право публикации.

### Бен Коллинз
В августе 2010 года компания оказалась втянута в судебную тяжбу с BBC из-за публикации книги, которая, как впоследствии выяснилось, оказалась автобиографией автогонщика Бена Коллинза, раскрывшая в нём личность Стига из шоу Top Gear. В своём блоге исполнительный продюсер Top Gear Энди Уилмен обвинил издательство в «желании поживиться» на интеллектуальной собственности BBC и назвал издателей «сборищем жуликов». 1 сентября запрос на судебный запрет издавать книгу был отклонён, что подтвердило то, что Коллинз действительно был «Стигом».

### Электронные книги
В марте 2011 года HarperCollins сообщила о своём намерении распространять электронные книги в библиотеках с DRM защитой, которые обеспечивают возможность удалить книгу после её использования 26 раз, вызвав критику, в особенности, из-за уподобления книг, являющихся исключительно цифровыми, традиционным книгам в мягкой обложке, которые изнашиваются с течением времени.

### Соединенные Штаты против корпорации Apple
В апреле 2012 года Министерство юстиции США подало иск против Apple, HarperCollins и четырёх других крупных издательских компаний. В иске утверждалось, что компании сговорились с целью фиксирования цен на электронные книги и ослабления позиций Amazon.com на рынке, нарушив таким образом антимонопольное законодательство.
В декабре 2013 года федеральный суд одобрил антимонопольную претензию, согласно которой HarperCollins и другие издатели должны вложить средства в фонд, который пополнит счета клиентов, переплативших за книги из-за фиксирования цен.

### Израиль на атласе
В декабре 2014 года журнал The Tablet сообщил, что на карте Ближнего Востока в атласе, изданном для ближневосточных школ, не маркирован Израиль. Представитель Collins Bartholomew — дочерней компании, специализирующейся на картах, пояснил, что включение Израиля было бы «неприемлемым» для их клиентов в арабских странах Персидского залива, и поэтому маркировка была пропущена в соответствии с «местными предпочтениями». Позднее компания принесла извинения и уничтожила все книги.

## «Люди Путина»
В апреле 2020 года в издательстве вышла книга бывшего московского корреспондента газеты «Financial Times» Кэтрин Белтон «Люди Путина. Как КГБ вернул себе Россию и перешёл в наступление на Запад». В 2020 году книга «Люди Путина» стала книгой года по версии газет «The Times», «The Sunday Times» и «The Daily Telegraph».
В марте 2021 года российский олигарх Роман Абрамович подал в британский суд иск о клевете к издательству HarperCollins из-за этой книги. Утверждается, что в ней есть ряд ложных и клеветнических заявлений: «В книге ложно утверждается, что наш клиент действовал коррумпировано, и выдвигается ложная информация о покупке нашим клиентом футбольного клуба „Челси“ и его деятельности. Такие утверждения абсолютно неприемлемы и безосновательны». Сам Абрамович заявил, что его представители будут пытаться достичь внесудебного урегулирования спора. В мае 2021 года стало известно, что совладельцы «Альфа-Групп» Михаил Фридман и Пётр Авен подали судебные иски о клевете против HarperCollins. Также иски против издательства HarperCollins подали иски недовольные книгой «Люди Путина» бизнесмен Шалва Чигиринский и государственная компания «Роснефть». 
Как сообщил «Коммерсантъ» в июле 2021 года, Пётр Авен и Михаил Фридман достигли соглашения с издательством — HarperCollins удалит из будущих изданий книг отсылки к связям бизнесменов с КГБ.